# 元悫
元悫（？—524年），字思忠，河南郡洛阳县（今河南省洛阳市东）人，魏明元帝拓跋嗣曾孙，使持节、征虏将军、齐洛二州刺史元某第四子，北魏宗室、官员。

## 生平
元悫在神龟年间出任北魏齐王萧宝夤的长流参军，加号襄威将军，魏孝明帝称赞元悫的才能，任命元悫为尚书祠部郎中，不久元悫因为母亲去世而丁忧。正光五年（524年）五月，六镇反叛，朝廷下诏任命服丧未完的元悫担任统军，随临淮王元彧北征贺延镇，北魏中央军在五原大败，元悫在军中战死。当年十月，元悫遗体被送回洛阳，魏孝明帝诏令赠予假节、中军将军、玄州刺史，布帛二百匹，以太牢之礼祭祀。孝昌元年十二月辛未朔二日壬申（525年12月31日），迁葬于西芒长陵以东。元悫的墓志全称《魏故假节中军将军玄州刺史元使君墓志铭》，出土时间地点不详，墓志拓片图版见于《洛阳出土历代墓志辑绳》第44页。

## 家庭

### 曾祖
- 拓跋嗣，北魏太宗明元皇帝[1]

### 祖父
- 拓跋范，使持节、侍中、卫大将军、仪同三司、乐安王[1]

### 父亲
- 元某，使持节、征虏将军、齐洛二州刺史[1]